# 川連虎一郎

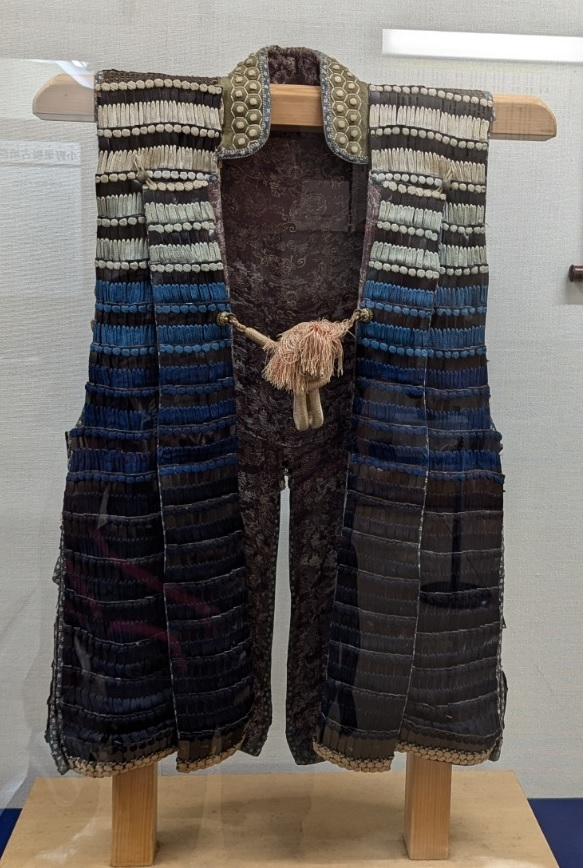
川連虎一郎着用の陣羽織（おおひら歴史民俗資料館展示）

川連 虎一郎（かわつれ こいちろう、天保12年7月29日〈1841年9月14日〉 - 元治元年8月3日〈1864年9月3日〉）は幕末の豪農・尊攘運動家。名は義路（よしみち）。坂下門外の変や水戸天狗党の乱に参画。

## 生涯
天保12年7月29日（1841年9月14日）、下野国都賀郡真弓村（関宿藩領）の富裕な大庄屋・川連一郎兵衛義種の子として生まれる。幼少より、学問に志し、近隣の水代村にて峰岸休文（青峨）の「峯岸塾」に学ぶ。後、江戸へ出て藤森弘庵に師事した。同時期に松本暢（石崎誠庵）の紹介で神道無念流・斎藤弥九郎の「練兵館」にも入門し、師範代・野原正一郎の指導を受けた。また、17歳の頃には水戸に遊学し、原市之進（忠寧）の「青莪塾」に出入りし藤田小四郎、田中愿蔵らと交流し尊皇思想を深める。
文久元年（1861年）、宇都宮を訪ね、菊地教中の紹介で越惣太郎・平山兵介
と共に、大橋訥庵と出会う。訥庵から「密意」を明かされると、児島強介と共に改めて水戸へ赴く。輪王寺宮（有栖川宮慈性入道親王）擁立計画や老中・安藤信正襲撃計画に関して、宇都宮と水戸の志士の間の連絡と説得に動いた（文武ともに同門の尾高長七郎とともに武蔵の尾高惇忠を計画に加えようとしたが断られる）。
文久2年1月12日（1862年2月10日）、訥庵・教中ら宇都宮側の参画者が密告によって幕吏に捕らわれる（罪状は輪王寺宮擁立計画への関与）。後日、児島も捕らわれた（のち獄中死）が、虎一郎は、越惣太郎とともに縛を逃れた。1月15日、平山兵介ら残った水戸側6名が安藤襲撃を決行し、全員討ち死にする（坂下門外の変）。
同時期、関宿藩では亀井清左衛門らが主導して農兵隊（農士隊）の組織準備を急いでおり、12月には、虎一郎は特に選抜されて農兵隊教頭となり「感泣命ヲ奉シ東奔西走」して隊員集めと教練に勤めた。
文久3年（1863年）春には、尾高長七郎とともに、坂下門外の変で討死した河野顕三の遺族を訪ねて遺稿を預かる。この書類は後年、長七郎や渋沢栄一によって『春雲楼遺稿』として自費出版された。
元治元年3月27日（1864年5月2日）、藤田小四郎の水戸天狗党は、田丸稲之衛門を主将として筑波山で挙兵する（天狗党の乱）。4月3日、藤田勢は日光占拠を目指して行動を起こすが、近隣の藩兵の出動をうけて転進、4月14日真弓村を眼下に望む太平山に布陣する。虎一郎はここで幹部に面会してその趣旨に賛同すると、軍資金調達に奔走する。密かに関宿藩から「千両」を横領し、さらに私財を投じて軍糧を提供し、江戸へ出て武器弾薬の購入を手配する。しかし、幕軍の警備が厳しくなり、太平山へ戻れないでいるうちに、5月、水戸の諸生党が動きを活発化したこともあり、藤田勢は太平山を下り、水戸方面へ戻る。藤田らと別れた別働隊が栃木宿で乱暴を働く（愿蔵火事）など、天狗党には「暴徒集団」としての悪評が高まり、取り締まりも厳しくなったため、虎一郎は江戸に戻り潜伏する。
関宿藩では、6月25日に隠居・蟄居中だった前藩主久世広周が病死。藩士に動揺が広がる中、天狗党に協力する関係者たちへの対応をめぐって、杉山対軒、木村正右衛門、成石修輔、玉井与一郎らが主催して会合を持った。幕意を憚り、先んじて関係者の粛清を実行するため、前田彦之進、小島彌兵衛、三浦舎人、三浦平之輔、冨田廣人、戸樋恭之進等が捜索を展開した。8月3日、虎一郎は潜伏していた宿を発見され、洲崎海岸に連行された。虎一郎は同じく天狗党支援に動いていた古川瀧蔵と共にここで殺害された。享年23。虎一郎の検死には榊原義太夫（後の栃木市長・榊原経武の父）が立ち合い、その遺骸は斬首の上、同所の海中に投げ捨てられたという。
明治2年4月20日（1869年5月31日）、深川藩邸乱入事件等の責任を問われ、新政府に囚われていた杉山対軒が関宿へと移送される途上で暗殺される。暗殺の実行犯とされる井口小十郎は虎一郎と神道無念流の同門で、冨山匡之助は真弓村の隣村・横堀村出身であった。虎一郎の顕彰活動は早くから展開していて、対軒暗殺事件に先立つ明治2年3月19日（1869年4月28日）には、遺児（次男）甲子次郎（淳次）に対して関宿藩より「出格ノ御愛憐」として二人扶持が支給されており、同年8月には有志によって、洲崎神社境内に石碑が建立された（選書は田口文蔵）。明治22年（1889年）11月5日、靖国神社へ合祀。大正4年（1915年）に贈従五位。
栃木市おおひら歴史民俗資料館には虎一郎着用の陣羽織や、大正4年の贈位を伝える新聞記事などが展示されている。